# Злоупотребление веществами, не вызывающими зависимость
Злоупотребление веществами, не вызывающими зависимость (англ. abuse of non-dependence-producing substances) — неоднократное неправильное использование каких-либо веществ, сопровождающееся, несмотря на отсутствие у них наркогенного потенциала, вредными психологическими или физическими последствиями. Данный диагноз включён Международную классификацию болезней десятого пересмотра (МКБ-10).

## Группы веществ
К этому расстройству относится неоднократное и несоответствующее использование лекарственных средств, отпускаемых как по рецепту, так и безрецептурных, а также трав и средств народной медицины.
Включаются злоупотребление антидепрессантами (F55.0), слабительными (F55.1), безрецептурными анальгетиками, такими, как аспирин (ацетилсалициловая кислота) и парацетамол (ацетаминофен) (F55.2), антацидами (F55.3), витаминами (F55.4), стероидами и другими гормонами (F55.5), травами или средствами народной медицины (F55.6) или другими веществами, не вызывающими зависимость (F55.8).